# Крик тиші (фільм, 1981)
«Крик тиші» (рос. «Крик тишины») — радянський художній фільм в жанрі детективу, знятий на кіностудії «Мосфільм» у 1981 році. Режисер — Арья Дашиєв. Кінокартина поставлена за повістю «Розслідування» Ісая Калашникова, який взяв участь в написанні сценарію до фільму. Прем'єра відбулася в червні 1982 року.

## Сюжет
Прибайкалля. У тиші тайги лунають два постріли. Важко поранений єгер Колчин. У лікарні він помирає. Слідчі починають розслідування…

## У ролях
- Юрій Соломін —  слідчий Дронов
- Борис Щербаков —  Семен Шмельов
- Олег Відов —  єгер Михайло Колчин
- Вадим Курков —  Ілля Фомін
- Любов Германова —  Надя
- Алевтина Євдокимова —  продавчиня Глафіра Дріцина
- Буда Вампілов —  Самбу Маланов, голова селищної ради
- Валерій Малишев —  мисливець Павло Федотович Петряков
- Цирен Шагжин —  Санжи Тарнуєв
- Михайло Єлбонов —  Дугар Тарнуєв

## Знімальна група
- Режисер —  Арья Дашиєв
- Сценарій —  Ісай Калашников,  Арья Дашиєв
- Оператор — Ральф Келлі
- Художник-постановник — Іван Пластинкін
- Композитор — Джон Тер-Татевосян
- Текст пісень —  Леонід Куксо
- Звукорежисер — Віктор Бєляров